# Ambrault
Ambrault – miejscowość i gmina we Francji, w Regionie Centralnym, w departamencie Indre.
Według danych na rok 1990 gminę zamieszkiwało 669 osób, a gęstość zaludnienia wynosiła 26 osób/km² (wśród 1842 gmin Regionu Centralnego Ambrault plasuje się na 564. miejscu pod względem liczby ludności, natomiast pod względem powierzchni na miejscu 471.).